# Feldespat potàssic
El terme «feldespat potàssic» es refereix a un feldespat amb potassi dominant del qual no es coneix la simetria ni la distribució d'Al i Si; pot referir-se a:
- Microclina
- Ortosa
- Sanidina

i a varietats d'aquests minerals com ara:
- Adulària
- Valencianita
- Amazonita